# Batalha das Berlengas (1666)
A Batalha das Berlengas travada em 1666, durante a Guerra da Restauração, junto ao Arquipélago das Berlengas, foi uma luta entre os defensores portugueses do Forte de São João Baptista, sob a chefia do cabo António Avelar Pessoa, e o ataque de uma frota espanhola comandada por Diego de Ibarra.[ligação inativa] Este último estava sediado nessas águas porque tinha por objectivo raptar a rainha D. Maria Francisca de Sabóia na sua chegada ao Reino de Portugal, à época do seu casamento com D. Afonso VI.
A frota invasora, que tinha destruído as pescas portuguesas, bombardeado cidades ao longo das costa continental e cortado o fornecimento de alimentos por via marítima em um mês, era composta por 15 embarcações com centenas de homens enquanto que no forte era composto por um efetivo de pouco mais de duas dezenas de soldados. 
Diz a lenda que, na operação combinada de bombardeio naval e desembarque terrestre, os atacantes perderam, em apenas dois dias, 400 soldados em terra e 100 nos navios (contra um morto e quatro feridos pelos defensores), sendo afundada a nau Covadonga e seriamente avariadas outras duas, afundadas no regresso a Cádis. No entanto, nenhuma destas informações se confirma e a única versão escrita existente, a Relacion de lo sucedido al señor don Diego de Ybarra, almirante general de la Armada Real del Mar Oceano, desde cinco de iunio de 1666, que salio de la Baia de Cadiz, hasta nueve de iulio del mismo año, diz que a fortaleza foi abandonada pelos defensores. Facto é que a alegada nau Covadonga nunca participou nesta ação e não foi, portanto, afundada.
Também não existem evidências documentais quanto ao militar português, alegadamente ferido e preso e que teria acabado por morrer a bordo de um barco da esquadra quando era conduzido ao porto de Cádiz, em Espanha, e que teria baptizado, atualmente, um dos barcos que faz a ligação a Peniche tem o seu nome.
Depois deste ataque, cem anos depois, o rei português mandou reparar a fortaleza, aumentando o poder de fogo da mesma, como atesta a inscrição na porta de armas.